# Шестакова, Юлия Алексеевна
Ю́лия Алексе́евна Шестако́ва (20 мая (2 июня) 1914 — 27 марта 2002) — советская и российская дальневосточная писательница-прозаик, публицист и переводчик, журналист. Член Географического общества СССР с 1946 года, член Союза писателей СССР с 1949 года, заслуженный работник культуры РСФСР, участник Великой Отечественной войны, член ВКП(б)/КПСС с 1945 года.

## Биография
Юлия Шестакова родилась 20 мая (2 июня по нов. стилю) 1914 года в селе Черновка Свободненского района Амурской области.
В 1930 году — окончив среднюю школу в городе Свободный, работала в сельской местности, заведуя избой-читальней.
В 1931 году — поступила в Иркутский индустриально-педагогический институт, на факультет языка и литературы по специальности учитель русского языка и литературы.
В 1935 году по распределению приехала в Хабаровск, работала литературным консультантом при Дальневосточном правлении Союза писателей.
С 1937 года по 1938 годы — литературный консультант, ответственный секретарь журнала «На рубеже».
С 1938 года 1949 год — литературный секретарь, разъездной корреспондент краевой газеты «Тихоокеанская звезда».
С 1949 года по 1956 год — на профессиональной литературной работе, как член Союза писателей СССР.
С сентября 1956 года по май 1958 года — училась на Высших литературных курсах при Литературном институте им. А. М. Горького в Москве.
С 1958 года по 1967 год — ответственный секретарь Хабаровской писательской организации СССР.
С ноября 1967 года по ноябрь 1973 года (выход на пенсию) — заведующий отделом художественной прозы и старший литературный сотрудник журнала «Дальний Восток».
Работая корреспондентом «Тихоокеанской звезды» (отдел литературы и искусства), часто выезжала в командировки в отдалённые районы Хабаровского края, где встречалась с местными жителями, представителями малых коренных народов Дальнего Востока. Главным достоинством молодой журналистки было умелое сочетание рассказа о человеке и его деле с тонким описанием дальневосточной природы.
Владела нанайским и удэгейским языками. Как профессиональный литератор оказывала творческую помощь начинающим нанайским и удэгейским писателям и поэтам, а также переводила их произведения на русский язык.
Сотрудничала с удэгейским писателем Джанси Кимонко, автором повести «Там, где бежит Сукпай».
Дневниковые записи Кимонко перевела с удэгейского и литературно обработала именно Юлия Шестакова. Книжка «Там, где бежит Сукпай», переведенная на множество языков мира, вышла уже после смерти автора (Кимонко погиб в 1949 г., на охоте, в схватке с медведицей).

«Если честно, то фактически эту книгу мама и написала. Даже поэт Александр Твардовский, главный редактор журнала „Новый мир“, говорил ей: „Юлия Алексеевна поставьте две подписи: свою и Кимонко“, — говорит её дочь Ольга Рослая. — Но мама не захотела. Она была честным и принципиальным человеком. Говорила, что талантливым людям надо помогать. И помогала».
Прозаик Андрей Пришвин, отмечая значение работы над повестью Кимонко, писал: 

«Без Ю. Шестаковой, без самоотверженного, чуткого, влюбленного в своё дело переводчика, мы бы ничего не узнали о Джанси. Так случилось, что неожиданная встреча в тайге открыла не одного, а сразу двух писателей — Юлию Шестакову и Джанси Кимонко».
В переводе Юлии Шестаковой также стали известны стихи нанайских поэтов А. Самара, А. Пассара, В. Заксора (поэма «Добрый свет». // «Дал. Восток». 1983 г. № 8).

В 1945 году во время войны с Японией Шестакова побывала в командировке в Маньчжурии, откуда передавала в газету свои репортажи и очерки: 
Вспоминаю, с каким упорством я добивалась, чтобы меня послали в Маньчжурию, когда начался освободительный поход Советской армии в северную часть Китая. Пришлось обращаться к командованию Амурской Краснознаменной флотилии… Позднее я узнала, что была единственной женщиной среди корреспондентов, побывавших тогда в Северном Китае
Шестакова выступила редактором и составителем сборников «Таёжные родники» (1970) и «Весенний ледоход» (1983), в которых опубликованы произведения писателей и поэтов коренных народностей Приамурья и северных районов Дальнего Востока.

«Последнее время мама болела, у неё была бронхиальная астма, — говорит её дочь. — Она уже не могла работать с архивами. Большая переписка у неё оказалась с писателем Николаем Павловичем Задорновым. Поэтому я все разбирала на протяжении трех лет. Потом письма и документы отдала в госархив и музей. Были среди них и неоконченные рукописи об удэгейцах, о геологах. Со своей тетей, Анной Ивановной, мама писала хронику семьи Шестаковых (отрывок вышел в журнале „Дальний Восток“, № 2 за 2010 г.), но довести её до конца не успела».
Скончалась 27 марта 2002 года в Хабаровске, похоронена на Центральном городском кладбище.

Могила Юлии Шестаковой на Центральном кладбище Хабаровска

## Творчество
В 1943 году — впервые побывала в хорской тайге, познакомилась с жизнью «лесных людей» — удэгейцев.
В 1946 году — по заданию Приамурского филиала Географического общества и Академии наук СССР — как специальный корреспондент «Тихоокеанской звезды» отправилась в составе комплексной Хорско-Анюйско-Самаргинской экспедиции (начальник экспедиции Фавст Владимирович Колосовский) в неизведанные области центральной части Сихотэ-Алиня. Их поход занял 84 суток.
До перевала дошли всего пятеро — начальник экспедиции Фавст Владимирович Колосовский, корреспондент «ТОЗа» Юлия Шестакова и три проводника-удэгейца. Перед перевалом болезнь свалила молодого ботаника Андрея Нечаева, через годы ставшего ученым с мировым именем и доктором наук. Его срочно пришлось переправлять на метеостанцию Тивяку. Свои обязанности по сбору гербария и описанию ландшафта он поручил… Шестаковой.

«Беда, если неопытный батчик (гребец) потеряет равновесие. Хор мгновенно зашумит над головой, и бешеные струи понесут неудачника с такой силой, что даже опытному пловцу нелегко справиться с течением и холодной водой. Это я поняла, — пишет Юлия Шестакова, — когда сама заняла место носовщика. Шест в моих руках прогибался. Перед плесом я обернулась… но в ту же минуту, потеряв равновесие, упала. В воде ударилась головой о днище бата и, вынырнув, увидела, что быстрый поток уносит меня к большому залому. Зацепиться не за что! Закрываю глаза… „Мангэ-э!..“ — нараспев произносит старик и смотрит на меня с укоризной. — Еще немножко, совсем немножко и все, букини (умирать)…».
По окончании экспедицию приветствовал академик Л. С. Берг, а Юлия Шестакова стала делегатом Второго Всесоюзного географического съезда АН СССР (25—31 января 1947 г.; одновременно он был Первым съездом Всесоюзного географического общества СССР) и выступила на заседании от делегации дальневосточников.

Юлия Шестакова вспоминала: 
Неожиданным для меня было избрание на 2-й Всесоюзный съезд Географического общества Академии наук СССР в составе небольшой делегации дальневосточников. Съезд проходил в Ленинграде на исходе года. Я чуть не опоздала. Поезд до Москвы шел десять суток! Надо было еще разыскать здание Ленинградской филармонии, поэтому неудивительно, что, когда я пришла туда, двери в зал были уже закрыты и дежурная потихоньку объяснила мне, как пройти на галерку. Чудесный, сверкающий люстрами зал, и в тишине господствует голос оратора. Берг уже начал свой доклад. У меня в руках бинокль. Разглядываю лица сидящих в президиуме: О. Шмидт, И. Папанин, М. Водопьянов. Академики, знаменитые мореплаватели, контрадмиралы, географы, ученые многих стран мира... Вспоминая об этом сейчас, думаю с удивлением: как это я нашла в себе смелость выступить на пленарном заседании съезда с сообщением о нашей экспедиции? Правда, ученый секретарь Географического общества С. Калесник долго меня уговаривал, остальные дальневосточники еще пробивались сквозь непогоду где-то в облаках и прибыли с опозданием...
Позже путевые очерки корреспондента превратились в книгу-путешествие «Новый перевал», которую напечатало Иркутское книжное издательство в 1951 году.
Андрей Пришвин писал: «написанная в традиционной арсеньевской манере, эта книга о путешествии по-новому открыла недра Уссурийской тайги, её людей».
Михаил Сергеев, ученый-северовед, отмечал: «автор — несомненный знаток и хороший наблюдатель природы, но главные писательские интересы и чувства отданы людям. В показе реальных исторических процессов Ю. А. Шестакова делает основной акцент на национальном характере, на изменении мировоззрения и жизни этноса, произошедшем за два десятилетия советской власти».
Она участник Второго Всесоюзного съезда советских писателей в 1954 году, конференции писателей стран Азии и Африки в 1958 году, вошла в состав Амурской делегации в г. Хэйхэ в Китае в 1961 году, была на творческом семинаре молодых прозаиков в 1964 году на Каспии, в творческой командировке от Союза писателей СССР в Народную Республику Болгарию в 1968 году (делала переводы Николы Вапцарова).
Всего ею написаны 12 книг (последняя «Встречи и расставания» вышла уже после смерти). Хабаровское региональное отделение Союза писателей России в 2012 году подготовило и издало книгу прозы, поэзии и переводы автора под названием «Избранное».
Её герои — строители и сталевары, охотники за соболем и горняки молибденового рудника, хлеборобы и рыбаки.
По её инициативе был создан первый в стране совет по художественным переводам с языков народов Севера при Хабаровской писательской организации.
Принимала участие в создании кинофильма «Удэге». Сценарий и постановка режиссёра Л. Литвинова. Текст и консультация Ю. Шестаковой. Новосибирская киностудия учебных фильмов, 1948 год.

## Награды
- Юбилейная медаль «20 лет Победы в Великой Отечественной войне» (1966).
- Юбилейная медаль «40 лет Победы в Великой Отечественной войне» (1985).
- Орден «Знак Почета» (1974).
- Памятная медаль «Хабаровскому краю 60 лет» (1998).
- Юбилейная медаль «За большой вклад в развитие экономики и культуры Хабаровского края» (1999).
- Заслуженный работник культуры РСФСР.

## Семья

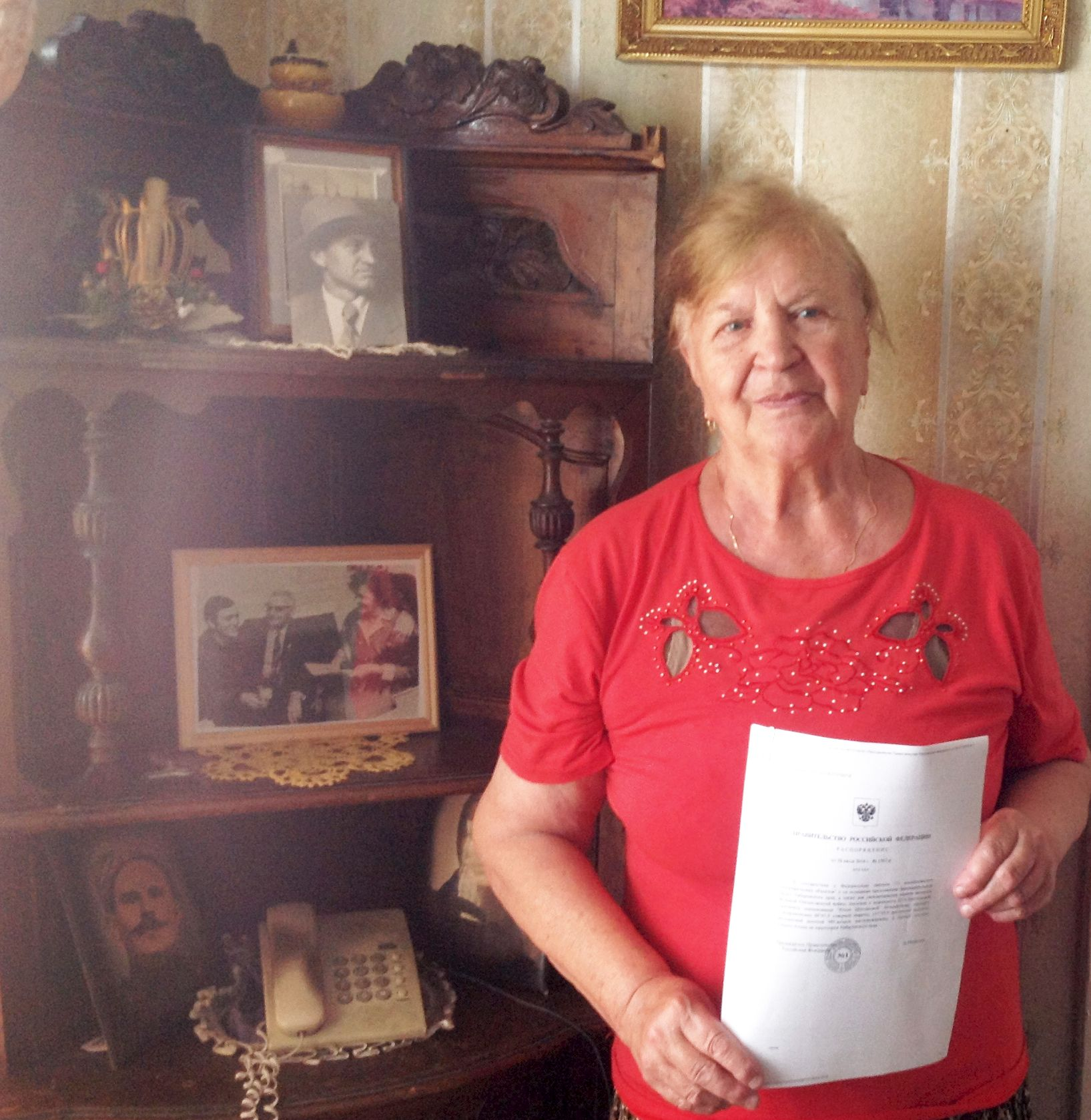
Распоряжение правительства России о перевале Юлии Шестаковой получила в Хабаровске её дочь Ольга Рослая

Дед Шестаковой — Иван Ильич был революционером, и за пропаганду в 1908 году выслан из Костромской губернии на Дальний Восток. Сначала всей семьей они жили в Никольске (ныне Уссурийск), потом в деревне Черновка Свободненского района Амурской области.

«Мой дед и отец мамы Алексей Иванович был тоже революционером, участником Гражданской войны, — вспоминает дочь Шестаковой — Ольга Рослая. — Мама мне рассказывала, как их дом окружили японские интервенты, а семью спас русский офицер, позволив Шестаковым убежать из дома и спрятаться у соседей в погребе. Деда убили белогвардейцы в тайге, прадеда казнили японцы в благовещенской тюрьме…»
Из-за творческой работы, Юлия Шестакова не стала менять свою девичью фамилию.
Муж — писатель Сергей Леонтьевич Рослый (1911—1984; брат поэта и партизана Константина Рослого) — уехал на Украину в г. Сумы в 1959 году, сын — Юрий Рослый (1935—2003), дочь — Ольга Рослая (11.02.1939 г.р.), живет в Хабаровске.
Ольга Рослая стала преподавателем по классу фортепиано, работала в музыкальной школе № 1 в Хабаровске. Её брат Юрий, по специальности ихтиолог, в 1994—1998 гг. был директором Хабаровского филиала ТИНРО. Написал книгу «Вечная колыбель». Умер в 2003 г. У него остался сын Кирилл.

## Интересные факты
Летом Шестаковы-Рослые уезжали жить на дачу. Их дом стоял недалеко от поселка Осиновая речка в пригороде Хабаровска, в распадке, на живописном берегу Амурской протоки. Это место, где собирались писатели, прозвали «Грачевка» (название пошло от первого дачника-писателя Александра Матвеевича Грачева).
Юлия Алексеевна из Прибалтики выписывала тюльпаны. Любила гулять по лесу, слушать певчих птиц. Любила стряпать, печь пироги — и большие, и маленькие. Её пироги с капустой, картошкой, мясным и рыбным фаршем, с румяной корочкой, слыли в писательской среде за лакомство.
Ольга Рослая вспоминает: 

 «В доме было всегда много удэгейцев — маминых друзей: Она ведь часто путешествовала по самым дальним уголкам края. Помню, как однажды к нам приехал из далекого села Гвасюги охотник Джанси Батович Кимонко и даже помог мне решить задачку по арифметике. Отец научил играть его в шахматы, и по вечерам они устраивали своеобразные турниры».

## Память
В 2015 году поступило предложение журналиста Пронякина К. А. в Законодательную думу Хабаровского края и министерство культуры Хабаровского края о присвоении наименования географическому объекту — перевалу у истока реки Хор — имени писательницы Юлии Шестаковой.
Вот текст:

 В целях привлечения внимания общества к литературе и чтению, 2015 год объявлен Годом литературы. Президент России Владимир Путин подписал Указ № 426 от 12 июня 2014 года «О проведении в Российской Федерации Года литературы».
В Хабаровском крае есть улицы поэтов и писателей, но почти никто из них не удостоен значимых географических объектов.
Предлагаю назвать горный перевал в Хабаровском крае в честь журналиста, прозаика, хабаровчанки Юлии Алексеевны Шестаковой (1914—2002) — члена Союза писателей СССР с 1949 г. (принята по двум рукописям книг «Новый перевал», редактуре и переводу с удэгейского «Там, где бежит Сукпай» Джанси Кимонко), заслуженного работника культуры РСФСР, награждённой орденом «Знак Почёта». Ею написаны 12 книг (последняя «Встречи и расставания» вышла уже после смерти).
Именно Юлия Шестакова в 1946 г. по заданию Приамурского филиала Географического общества и Академии наук СССР — как специальный корреспондент «Тихоокеанской звезды» отправилась в составе комплексной экспедиции (начальник экспедиции Фавст Владимирович Колосовский) в неизведанные области центральной части Сихотэ-Алиня. Их поход занял 84 суток. В 1951 году в Иркутском областном издательстве вышла книга очерков Юлии Шестаковой — «Новый перевал» об этом походе.
Как она пишет в книге, «перевал мы назвали „Тихоокеанская звезда“, начальник экспедиции Колосовский на карте красным карандашом отметил его» (стр. 212—213). Скорее всего, перевал так и остался без официального названия.
В соответствии с Федеральным законом № 152-ФЗ «О наименованиях географических объектов» и постановлением Правительства РФ № 1167 от 15 ноября 2012 г. «О порядке согласования предложений о присвоении наименований отдельным географическим объектам или о переименовании таких географических объектов», прошу: рассмотреть и согласовать с Федеральной службой государственной регистрации, кадастра и картографии (Росреестр) предложение о присвоении в честь Года литературы в России наименования географическому объекту — перевалу с географическими координатами 48°47′34″ с. ш. 137°55′43″ в. д., местоположение — центральный Сихотэ-Алинь, у истока р. Хор Хабаровского края — имени писательницы Юлии Шестаковой — непосредственно принимавшей участие в его открытии."

Министерство культуры Хабаровского края рассмотрело и отказало в предложении, в связи с дефицитом бюджетного финансирования.
Заместитель председателя правительства Хабаровского края А. В. Федосов 05.05.2015 г. сообщил: «На имя главы муниципального района имени Лазо направлено письмо о целесообразности организации работы по изучению мнения населения о присвоении перевалу, расположенного у истока реки Хор имени писательницы Ю. А. Шестаковой».
Законодательная дума Хабаровского края в 2016 г. отказала рассматривать инициативу о присвоении названия перевалу Шестаковой. В 2017 году правительство Хабаровского края создало рабочую группу по наименованию перевала им. Шестаковой.

Мемориальная доска в Хабаровске

18 октября 2016 году в Хабаровске установлена мемориальная доска на д. 37 по улице Карла Маркса (фасад по улице Пушкина у входа в магазин «Книжный мир»). Текст: 
В этом доме с 1962 года по 2002 год жила и работала известная дальневосточная писательница, член Союза писателей СССР Шестакова Юлия Алексеевна
24 мая 2017 года члены постоянного комитета Законодательной думы Хабаровского края по вопросам государственного устройства и местного самоуправления на внеочередном заседании согласовали предложение Хабаровского краевого отделения Союза журналистов России о присвоении наименования перевалу у истока реки Хор имени дальневосточной писательницы Юлии Шестаковой и приложенные к нему документы.
Распоряжением Правительства Российской Федерации от 28 июля 2018 года за № 1567-р перевал в Хабаровском крае назван именем Ю. А. Шестаковой.

## Сочинения
- «Вместе с друзьями» — документальная проза, 1950.
- «Новый перевал» — книга-путешествие, 1951, переведена на немецкий, венгерский и польский языки.
- «Золотые ворота», 1954.
- «Живой тигр», 1955.
- «Серебряный ключ», 1958.
- «Лесные ветры», 1962.
- «Высокая тропа», 1971.
- «Люди-звёзды», 1981.
- «Огни далёких костров», 1975, 1984.
- «Встречи и расставания» — книга воспоминаний и неоконченная повесть о детстве, 2003.
- «Избранное» — издание Хабаровского регионального отделения Союза писателей России, 2012.
- Подвиг неизвестного солдата // Рассказ Юлии Шестаковой о фронтовом подвиге нанайца. «Дебри-ДВ», 08.05.2015.

### Переводы
- «Там, где бежит Сукпай», 1950 (автор книги Джанси Кимонко)
- Поэма «Добрый свет» // Дал. Восток. 1983 г. № 8 (автор В. Заксор)
- «Обретение друзей», 1996

### Архив
В архивном фонде Ю. А. Шестаковой хранятся творческие, личные (биографические) и фотоматериалы — всего 704 документа на бумажной основе.
Среди них документы литературной деятельности:
- киносценарий «Красный ландыш», написанный в соавторстве с Вс. Ивановым и Б. Можаевым,
- статьи к юбилейным датам дальневосточных писателей: Ходжера, Кимонко, Хлебникова, Закруткина, Соболева, Вальдю, Рогаля;
- очерк и воспоминания о Н. Задорнове,
- сборник избранных стихов «Обретение друзей»,
- сборник рассказов и новелл «Встречи и расставания»,
- тексты выступлений и докладов,
- отзывы и рецензии о творчестве разных писателей и поэтов (Заксоре, Дечули, Скоробогатове, Сукачеве, Прихненко, Пермякове и др.);
- рекомендации начинающим писателям и поэтам для вступления в члены Союза писателей СССР,
- переводы и подстрочники с нанайского, удэгейского языков.

Интересны по содержанию разделы переписки с издательствами, начинающими писателями, школьниками, президентом Б. Ельциным, секретарями Хабаровского крайкома партии А. К. Черным, А. П. Ефимовым, с писателем и другом Н. П. Задорновым и его семьей, с Джанси Кимонко и его семьей, писателем-нивхом — Владимиром Санги и другими — по ним можно судить о широте общения писательницы.